# Ampelophaga horishana
Ampelophaga horishana är en fjärilsart som beskrevs av Matsumura 1927. Ampelophaga horishana ingår i släktet Ampelophaga och familjen svärmare. Inga underarter finns listade i Catalogue of Life.